# Sandy Lake (Pennsylvanie)
Pour les articles homonymes, voir Sandy Lake.
Sandy Lake est un borough situé au nord-est de la partie centrale du comté de Mercer, en Pennsylvanie, aux États-Unis,. En 2010, il comptait une population de 659 habitants, estimée au 1er juillet 2020 à 188 habitants. Le borough est incorporé le 20 août 1859.

## Démographie
Lors du recensement de 2010, le borough comptait une population de 659 habitants. Elle est estimée, en 2020, à 585 habitants.

## Personnalité
- John W. Goodsell (1873-1949), explorateur et médecin, y est mort.